# Bionectria tornata
Bionectria tornata är en svampart som först beskrevs av Franz Xaver von Höhnel, och fick sitt nu gällande namn av Schroers 2001. Bionectria tornata ingår i släktet Bionectria och familjen Bionectriaceae.   Inga underarter finns listade i Catalogue of Life.